# Deira (England)
Deira (från brytoniska Deifr som betyder vatten) var ett kungarike i norra England under 500-talet, beläget mellan floderna Humber och Tees. År 654 slogs Deira samman med Bernicia och bildade Northumbria.